# Eosin Hill
Eosin Hill är en kulle i Sydgeorgien och Sydsandwichöarna (Storbritannien). Den ligger i den nordvästra delen av Sydgeorgien och Sydsandwichöarna. Toppen på Eosin Hill är 322 meter över havet.
Terrängen runt Eosin Hill är kuperad åt nordost, men åt sydväst är den bergig. Havet är nära Eosin Hill åt nordost.  Trakten runt Eosin Hill är nära nog obefolkad, med mindre än två invånare per kvadratkilometer.